# Jocurile Olimpice de iarnă din 1976
A XII-a ediție a Jocurilor Olimpice de iarnă s-a desfășurat la Innsbruck, Austria.

## Organizare
- Orașe candidate: Denver (SUA), Sion (Elveția), Tampere (Finlanda) și  Vancouver (Canada).
- A fost pentru a doua oară când Jocurile s-au desfășurat în acest oraș (prima dată în 1964). Din acest motiv au fost aprinse două torțe cu flacăra olimpică. Orașul american Denver fusese ales drept oraș gazdă dar americanii au renunțat în ultimul moment.

## Discipline olimpice
| - Biatlon - Bob - Combinata nordică - Hochei pe gheață - Patinaj artistic | - Patinaj viteză - Sanie - Sărituri cu schiurile - Schi - Schi fond |

## Clasamentul pe medalii
Legendă
      Țara gazdă
| Loc   | CON                              | Aur | Argint | Bronz | Total |
| ----- | -------------------------------- | --- | ------ | ----- | ----- |
| 1     | Uniunea Sovietică (URS)          | 13  | 6      | 8     | 27    |
| 2     | Germania de Est (GDR)            | 7   | 5      | 7     | 19    |
| 3     | Statele Unite ale Americii (USA) | 3   | 3      | 4     | 10    |
| 4     | Norvegia (NOR)                   | 3   | 3      | 1     | 7     |
| 5     | Germania de Vest (FRG)           | 2   | 5      | 3     | 10    |
| 6     | Finlanda (FIN)                   | 2   | 4      | 1     | 7     |
| 7     | Austria (AUT)                    | 2   | 2      | 2     | 6     |
| 8     | Elveția (SUI)                    | 1   | 3      | 1     | 5     |
| 9     | Olanda (NED)                     | 1   | 2      | 3     | 6     |
| 10    | Italia (ITA)                     | 1   | 2      | 1     | 4     |
| 11    | Canada (CAN)                     | 1   | 1      | 1     | 3     |
| 12    | Marea Britanie (GBR)             | 1   | 0      | 0     | 1     |
| 13    | Cehoslovacia (TCH)               | 0   | 1      | 0     | 1     |
| 14    | Liechtenstein (LIE)              | 0   | 0      | 2     | 2     |
| 14    | Suedia (SWE)                     | 0   | 0      | 2     | 2     |
| 16    | Franța (FRA)                     | 0   | 0      | 1     | 1     |
| Total | Total                            | 37  | 37     | 37    | 111   |

## România la JO 1976
România a participat cu o delegație de 33 de sportivi, numai bărbați, fără să acumuleze însă puncte. Cele mai bune rezultate:
- locul 7: Valerian Netedu, Vasile Morar, Elöd Antal, Șandor Gal, George Justinian, Ion Ioniță, Dezideriu Varga, Doru Moroșan, Doru Tureanu, Dumitru Axinte, Eduard Pană, Vasile Huțanu, Ioan Gheorghiu, Tiberiu Mikloș, Alexandru Hălăucă, Marian Pisaru, Nicolae Vișan, Marian Costea –  hochei pe gheață.
- locul 8: Dragoș Panaitescu, Costel Ionescu, Paul Neagu, Gheorghe Lixandru – bob-4.
- locul 10: Gheorghe Voicu, Victor Fontana, Gheorghe Gîrnița, Nicolae Cristoloveanu – biatlon, ștafeta 4x7,5 km.